# Cephalodesmius quadridens
Cephalodesmius quadridens là một loài bọ cánh cứng trong họ Bọ hung (Scarabaeidae).